# Anna Kolesárová
Blažena Anna Kolesárová (Vysoka nad Uhom, 14. srpnja 1928. – Vysoká nad Uhom, 22. studenoga 1944.), bila je Slovakinja koju je 1944. ubio pripadnik sovjetske Crvene armije nakon što se oduprla pokušaju silovanja. Zbog mučeništva in defensum castitatis (»u obrani čednosti«) papa Franjo je u rujnu 2018. u Košicama proglašava blaženicom Katoličke Crkve, nakon četrnaestogodišnjeg beatifikacijskog postupka. Zaštitnica je mladeži te žrtava silovanja i zlostavljanja.
Rođena je u pobožnoj seljačkoj obitelji kao najmlađe od troje djece. Poznanici i suseljani su je opsivali pobožnom i skromnom. Redovito je pohađala mise i sudjelovala u suretima župne mladeži. Uz osnovnu naobrazbu, većinom je pomagala u obiteljskim poljoprivrednim poslovima. Dolaskom Crvene armije u grad, istoga dana je strijeljana pred obitelji zbog odupiranja silovatelju. Čehoslovačke komunističke vlasti zabranile su spominjanje njezina imena i okupljanje oko njezina groba.
Najveći doprinos u rasvijetljavanju njezina života i smrti dali su mjesni župnik Anton Lukáč, koji je tjedan dana nakon smrti predvodio pogreb, a sljedećih godina prikupljao svjedočanstva suseljana te isusovac Michal Potocký.